# Мелурень (комуна)
Мелурень, Мелурені (рум. Mălureni) — комуна у повіті Арджеш в Румунії. До складу комуни входять такі села (дані про населення за 2002 рік):
- Бунешть (728 осіб)
- Зернешть (954 особи)
- Мелурень (1354 особи) — адміністративний центр комуни
- Пеуляска (797 осіб)
- Топліца (1002 особи)

Комуна розташована на відстані 125 км на північний захід від Бухареста, 26 км на північ від Пітешть, 116 км на північний схід від Крайови, 88 км на південний захід від Брашова.

## Населення
За даними перепису населення 2002 року у комуні проживали 4835 осіб.
Національний склад населення комуни:
| Національність | Кількість осіб | Відсоток |
| -------------- | -------------- | -------- |
| румуни         | 4820           | 99,7%    |
| цигани         | 15             | 0,3%     |

Рідною мовою назвали:
| Мова      | Кількість осіб | Відсоток |
| --------- | -------------- | -------- |
| румунська | 4820           | 99,7%    |
| циганська | 15             | 0,3%     |

Склад населення комуни за віросповіданням:
| Релігія       | Кількість осіб | Відсоток |
| ------------- | -------------- | -------- |
| православні   | 4812           | 99,5%    |
| лютерани      | 11             | 0,2%     |
| п'ятдесятники | 3              | 0,1%     |
| бретрени      | 3              | 0,1%     |
| реформати     | 2              | < 0,1%   |
| баптисти      | 2              | < 0,1%   |
| римо-католики | 1              | < 0,1%   |
| адвентисти    | 1              | < 0,1%   |